# Oradour (Cantal)
Oradour is een plaats en voormalige gemeente in het Franse departement Cantal in de regio Auvergne-Rhône-Alpes en telt 294 inwoners (2008). De plaats maakt deel uit van het arrondissement Saint-Flour.

## Geschiedenis
Lavastrie maakte deel uit van het kanton Pierrefort totdat op 22 maart 2015 dit kanton werd opgeheven en de gemeente werd opgenomen in het op die dag gevormde kanton Saint-Flour-2. Op 1 januari 2017 fuseerde Oradour met Neuvéglise, Lavastrie en Sériers tot de commune nouvelle Neuvéglise-sur-Truyère.

## Geografie
De oppervlakte van Oradour bedraagt 33,6 km², de bevolkingsdichtheid is 9,6 inwoners per km².
De onderstaande kaart toont de ligging van Oradour (Cantal) met de belangrijkste infrastructuur en aangrenzende gemeenten.

## Demografie
Onderstaande figuur toont het verloop van het inwonertal.
Vanwege een beveiligingsprobleem met de MediaWiki Graph-software is het momenteel niet mogelijk deze grafiek weer te geven. Zodra de software is bijgewerkt zal de grafiek vanzelf weer zichtbaar worden.